# بورقیقه

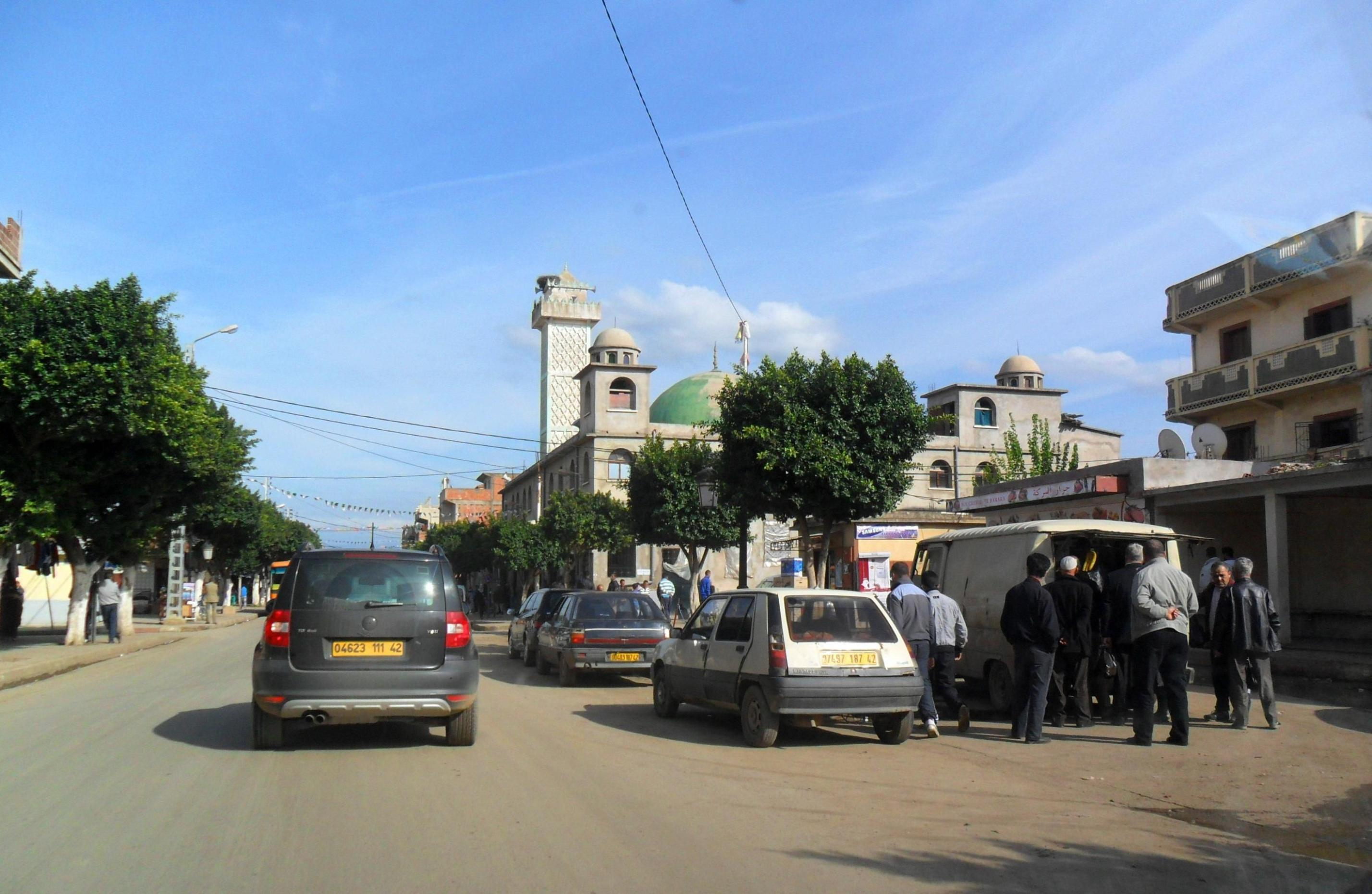
بورقیقه

بورقیقه (به عربی: بورقیقة) یک شهرداری در الجزایر است که در استان تیپازه واقع شده‌است. بورقیقه ۲۲٬۱۱۸ نفر جمعیت دارد.